# Carl Mansker
Carl Mansker   (1935 - juliol 2019) fou un compositor i pianista de fama internacional nascut a Los Angeles l'any 1935.
Va començar a aprendre a tocar el piano amb nou anys. Des de bon principi va preferir improvisar a practicar i el que llavors era el seu professor, en Samuel Ball, el va animar a posar per escrit aquestes improvisacions.
Anys després, després d'una breu estada a na Marina i d'un any a Nova York, va ingressar a la Universitat de Califòrnia i va fer estudis en música. Llavors va estar-se uns anys a Nova York i d'allà va anar a Múnic, on va rebre una beca del land de Baviera per a estudiar piano amb el professor Rosl Schmid a la Musikhochschule München. Un cop es va haver graduat el 1967 va passar uns anys fent concerts arreu d'Europa.
El 1965, durant una gira de concerts per Espanya, es va enamorar de Deià, a Mallorca. Ha participat en el Festival Internacional de Música de Deià des que es va fundar el 1978, tant com a compositor com a intèrpret. El 1987 va ser l'encarregat d'escriure una òpera per al desè aniversari del Festival; va compondre El bon senyor Karnak per a un llibret en català de Josep Maria Llompart, que s'estrenà el juny de 1988 a l'obertura del Festival al Teatre Principal de Palma.
Des de 1969 ell i la seva dona, la pintora suïssa Antoinette Mansker, residiren a cavall de Múnic i Deià.
A més d'òpera, va escriure cançons (fins i tot 23 peces de haikus japonesos), música de cambra, un concert de piano, un concert grosso i la Simfonia Algabal.